# Gerhard Köpf
Gerhard Köpf (* 19. September 1948 in Pfronten) ist ein deutscher Literaturwissenschaftler und Schriftsteller.

## Leben
Gerhard Köpf ist der Sohn eines Landbriefträgers. Er machte sein Abitur am Gymnasium Füssen und studierte ab 1968 Germanistik und andere Fächer an der Universität München, wo er 1974 zum Doktor der Philosophie promoviert wurde. 1984 erhielt er die Berufung zum Professor für Gegenwartsliteratur und angewandte Literaturwissenschaft an der Universität-Gesamthochschule Duisburg, wo er, neben Gastprofessuren im Ausland, bis 2003 tätig war. Seit 2000 wandte er sich verstärkt der Medizin zu, u. a. als Gastprofessor an der Psychiatrischen Klinik der Ludwig-Maximilians-Universität München  und externer Dozent am Lehrstuhl für Psychiatrie der Technischen Universität München, Klinikum rechts der Isar, mit Schwerpunkt auf Psychopathologie in Sprache und Literatur.
Als Romancier wurde Köpf bekannt durch eine Reihe von Büchern, die in der imaginären Stadt Thulsern in seiner realen Allgäuer Heimat spielen. Daneben verfasst er Hörspiele und feuilletonistische Beiträge für Zeitungen, Zeitschriften sowie für medizinische Fachorgane (Nervenheilkunde, Neurotransmitter). Sein literarisches Werk ist in acht Sprachen übersetzt. Sein 1985 erschienener Roman „Die Strecke“ diente als Vorlage  für den Film „Wallers letzter Gang“.
Köpf ist Mitglied von  SYNDIKAT e. V., der Deutschsprachigen Gesellschaft für Psychopathologie des Ausdrucks (DGPA), der Heimito von Doderer-Gesellschaft, der Vereinigung Kriminaldienst Österreich, der Deutschen Sherlock-Holmes-Gesellschaft und der Bayerischen Akademie der Schönen Künste.
Köpf lebt in München und spielt gelegentlich kleinere Rollen in Film, Fernsehen und Theater (Münchner Kammerspiele).

## Ehrungen und Auszeichnungen
- 1982 Literaturpreis der Jürgen Ponto-Stiftung
- 1983 Preis der Klagenfurter Jury beim Ingeborg-Bachmann-Preis
- 1983 Förderpreis des Freistaates Bayern
- 1985 Villa-Massimo-Stipendium
- 1986 Stadtschreiberamt von Bergen-Enkheim
- 1989 Förderpreis der Berliner Akademie der Künste
- 1990 Wilhelm-Raabe-Preis der Stadt Braunschweig
- 1993 Poetik-Professur der Universität Bamberg
- 1999 Poetik-Professur der Universität Tübingen

## Werke

### Als Autor
- Humanität und Vernunft, Bern [u. a.] 1975
- Die Ballade, Kronberg/Ts. 1976
- Skepsis und Verantwortlichkeit, München 1977
- Märendichtung, Stuttgart 1978
- Friedrich Schiller, "Der Verbrecher aus verlorener Ehre", München 1978
- Innerfern, Frankfurt am Main 1983
- Schwellengang, Weingarten 1984
- Die Strecke, Frankfurt am Main 1985
- Die Erbengemeinschaft, Frankfurt am Main 1987
- Hund und Katz und Maus, Schnecke, Butt und Ratte, Frankfurt 1987
- Ein wunderbares Beispiel für die Kraft der Poesie, Frankfurt 1987
- Eulensehen, München [u. a.] 1989
- Bluff oder Das Kreuz des Südens, Weinheim 1991
- Borges gibt es nicht, Frankfurt 1991
- Vom Schmutz und vom Nest, Frankfurt 1991
- Piranesis Traum, Hamburg [u. a.] 1992
- Papas Koffer, Hamburg 1993
- Ezra & Luis oder Die Erstbesteigung des Ulmer Münsters, Innsbruck [u. a.] 1994
- Lesegift, Gütersloh 1994
- Der Weg nach Eden, München [u. a.] 1994
- Der Kühlmonarch, Austin, Tex. 1995
- Nurmi oder Die Reise zu den Forellen, München 1996
- Vor-Bilder, Tübingen 1999
- Beipackzettel für die Werke von Jorge Luis Borges, in: Jorge Luis Borges zum Hundertsten. Akzente, Hg. Michael Krüger H. 4, Carl Hanser, München, August 1999, ISBN 3-446-23219-2 ISSN 0002-3957 S. 318–323 des Jg.
- Astrain, Das Alzheimer-Sprachtraining. Oberhausen 2001
- zus. mit Volker Faust: Psychiatrie in der Literatur, Wiesbaden 2003.
- Die Vorzüge der Windhunde, Tübingen 2004.
- Ein alter Herr. Novelle, Tübingen 2006.
- zus. mit Hans-Jürgen Möller: ICD-10 literarisch. Ein Lesebuch für die Psychiatrie, Wiesbaden 2006.
- Käuze in Pfeffer und Salz. Roman, Tübingen 2008.
- Als Gottes Atem leiser ging. Eine Erzählung, München 2010.
- Die Ballade vom englischen Fräulein. Erzählung, in: Der Mongole wartet Nr. 21/Januar 2011. Zenon, Düsseldorf 2011
- Von Ärzten und Gestörten. Psychopathologie in der europäischen Literatur. Universität Bayreuth: HAGEL (= Hefte für Angewandte Literaturwissenschaft) Bd. 22/23, 2012 (ISSN 1619-3199)
- Die Zeit auf alten Uhren. Ein Album. Erzählungen. Oberhausen 2012.
- Das Glück beim Krähenfüttern. Theater- und Filmgeschichten. CulturBooks Verlag Hamburg 2014.
- M.: Ein Fahrtenbuch. Essays. epubli, Berlin 2015, ISBN 978-3-7375-6713-8 (Selbstverlag).
- Von heroischen Leidenschaften. Sieben Erzählungen. epubli, Berlin 2016, ISBN 978-3-7375-9311-3 (Selbstverlag).
- Kleiner Versuch über die Langeweile. epubli, Berlin 2016, ISBN 978-3-7418-2267-4 (Selbstverlag).
- Der Drachen-Elch. Eine Erzählung. epubli, Berlin 2016, ISBN 978-3-7418-5398-2 (Selbstverlag).
- Der Frack. Erzählung. epubli, Berlin 2016, ISBN 978-3-741-86230-4 (Selbstverlag)
- Das Dorf der 13 Dörfer. Roman. Braumüller, Wien 2017, ISBN 978-3-99200-185-9
- Reise nach Manderley. Ein Feuilleton. epubli, Berlin 2017, ISBN 978-3-7450-2302-2 (Selbstverlag)
- Der Schatten von Kafkas Puppe. Ein Feuilleton. epubli, Berlin 2017, ISBN 978 - 3 - 7450 - 3110 - 2 (Selbstverlag)
- Smrt. Eine Verneigung vor Romain Gary. epubli, Berlin 2017, ISBN 978-3-7450-4710-3 (Selbstverlag)
- Ottone. Eine Erinnerung an Otto Marchi. epubli, Berlin 2017, ISBN 978-3-7450-5331-9 (Selbstverlag)
- Jenseits von Samt und Seide. Eine Erinnerung an Sandra Paretti. epubli, Berlin 2017, ISBN 978-3-7450-4712-7 (Selbstverlag)
- Der Sperber und sein Preis. Notizen zu Jean Carrière. epubli, Berlin 2017, ISBN 978-3-499-15275-7.
- Sherlock Holmes und die Reichenbachfall-Bahn. Eine Marginalie. epubli, Berlin 2018, ISBN 978-3-7450-7531-1.
- Der Fall Miriam. Eine Kasuistik. epubli, Berlin 2018, ISBN 978-3-7467-2169-9.
- Lues und Literatur. Ein kurzer Überblick. epubli, Berlin 2018, ISBN 978-3-7467-3224-4.
- Innerfern. Roman. Überarb. Neuaufl. Braumüller, Wien 2018, ISBN 978-3-99200-214-6
- Ausserfern. Roman. Braumüller, Wien 2018, ISBN 978-3-99200212-2
- Ursina. Eine Märchenerzählung. epubli, Berlin 2019, ISBN 978-3-748539-77-3
- Der Diener. Eine Erzählung. epubli, Berlin 2019, ISBN 978-3-748538-98-1
- Von Träumen und Regenschirmen. Feuilletons. epubli, Berlin 2019, ISBN 978-3-748538-71-4
- Palmengrenzen. Roman. Braumüller, Wien 2020, ISBN 978-3-99200-269-6
- Die Legende von Montecassino. Braumüller, Wien 2021, ISBN 978-3-99200-311-2
- Die Souffleuse. Sieben Erzählungen. Braumüller, Wien 2023, ISBN 978-3-99200-350-1
- Adenauers Uhr. Roman. Moloko Print, Pretzien 2023, ISBN 978-3-910431-20-1
- Der Mohrenapotheker oder Zu neuen Meeren sinkt das Schiff. Roman. Moloko Print. Pretzin 2024, ISBN 978-3-910431-83-6
- Kramer oder Das Ziel aller Wünsche. Roman. Braumüller, Wien 2025, ISBN 978-3-99200-389-1

### Als Herausgeber
- Erzählen, München
  - Teil 1. Erzähltheorie, 1978
  - Teil 2. Kurzprosa, 1979
  - Teil 3. Roman, 1979
- Rezeptionspragmatik, München 1981
- Liebesgeschichten, Stuttgart 1982
- zus. mit Joachim Schultz: Das Insel-Buch der Faulheit, Frankfurt am Main 1983.
- Neun Kapitel Lyrik, Paderborn 1984
- Ein Schriftsteller schreibt ein Buch über einen Schriftsteller, der zwei Bücher über zwei Schriftsteller schreibt ..., Frankfurt am Main 1984
- Christoph Wilhelm Hufeland: Der Scheintod oder Sammlung der wichtigsten Thatsachen und Bemerkungen darüber, Bern [u. a.] 1986
- Das Buch der Drachen, Frankfurt 1987
- zus. mit Herbert Kaiser: Erzählen, Erinnern, Frankfurt 1992.
- Mitteilungen über Max, Oberhausen 1998.
- Gregor von Rezzori, Oberhausen 1999.
- Noblesse, Stil & Eleganz, Tübingen 1999.
- Gregor von Rezzori zusammen mit Heinz Schumacher und Tilman Spengler:
  -  : Ein Hermelin in Tschernopol, Berlin 2004.
  -  : Denkwürdigkeiten eines Antisemiten, Berlin 2004.
  -  : Ödipus siegt bei Stalingrad, Berlin 2005.
  -  : Greisengemurmel, Berlin 2005.
  -  : Der Schwan. Über dem Kliff. Affenhauer. Drei Novellen, Berlin 2005.
  -  : Ein Fremder in Lolitaland. Ein Essay. – A Stranger in Lolitaland. An Essay. Zweisprachige Ausgabe, Berlin 2006.
  -  : Kurze Reise übern langen Weg, Berlin 2007.
  -  : Blumen im Schnee, Berlin 2007.

- Axel Vieregg: Ernst Bloch, Max Frisch und der Mensch im Holozän. Ein Essay. epubli, Berlin 2018, ISBN 978-3-7467-0447-0.